# Jan Lauwryn Krafft

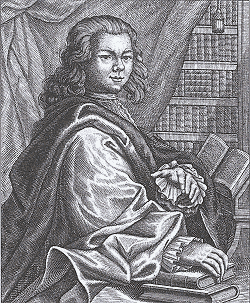
Jan Lauwryn Krafft

Jan Lauwryn Krafft (auch: dt.: Johann Ludwig, Johannes Livinus franz.: Jean-Laurent, Jan Laurens; * 10. November 1694 in Brüssel; begraben 1. Januar 1768) war Kupferstecher, Radierer, Formschneider, Schriftsteller, Verleger und Sänger.

## Leben
Sein Vater war der aus Deutschland eingewanderte Jooris Krafft. Er wurde in Deutschland erzogen und hielt sich eine Weile in Holland auf. Er heiratete 1716 Jeanne-Marie Borremaecker und 1719 Marie Aubersin. Sein Sohn François-Joseph Krafft (1721–1795) war Organist, sein Neffe François Krafft (1733–1800?) Cembalist.

## Schaffen
Aus dem Jahr 1717 stammt sein frühester datierter Holzschnitt, der polnische Reiter König Johan Sobieski von Polen vor Wien.
Er war auch Verfasser einiger „nicht unverdienstlicher“ Fabeln.

## Werke
- Histoire générale de l'auguste maison d'Autriche
- Bild von Mitgliedern des Hauses Österreich; 1744, Brüssel
- Tresor De Fables: Choisies Des Plus Excellens Mythologistes ...; 1734 (Band 2, Online)

nach Rubens
- Hiob auf dem Kothhaufen
- Jesus bei Nicodemus
- Die Danea
- Die Venus

nach van Dyck
- St. Martin

nach Teniers
- Der Gutsherr und seine Frau mit dem Bauer in Unterredung
- Der Dorfziegenhirt; 1762
- Der Schiffbruch
- Ansicht in Flandern
- Landschaft, wo der Schiffer Mann und Frau zu einem Bauernhaus führt